# 颶風瑪麗 (2014年)
飓风玛丽（英語：Hurricane Marie）是有纪录以来第7强烈的太平洋飓风，其气压于2014年8月降至918毫巴（百帕，27.11英寸汞柱）。系统源于8月10日离开非洲西海岸进入大西洋上空的一股东风波，起初虽然组织结构有所改善，并且也有一些降雨和雷暴活动，但很快就因干燥空气入侵而减弱。东风波在接下来几天里长途跋涉，先后穿越大西洋和加勒比海。8月19日，位于中美洲以西的东风波内有低气压区整合。由于外界大气环境有利，系统周围的对流活动和带状特征有所增长，到8月22日时已发展出足够的组织结构，在墨西哥阿卡普尔科东南偏南方向约595公里海域成为第十三号热带低气压。低气压快速发展，仅形成6小时后风速就达到热带风暴强度，到8月23日又达到飓风标准。但由于受到部分垂直风切变影响，风暴的强化速度减缓，在萨菲尔-辛普森飓风等级中的一级飓风强度下保持了一段时间。
8月24日，玛丽发展出风眼并迅速强化成五级飓风，持续风速达每小时260公里。处于最高强度期间，飓风的烈风强度风场范围有925公里宽。玛丽随后于8月25日开始眼墙置换并因此逐渐减弱。接下来几天里，受行经洋面水温降低、大气环境更加稳定的影响，风暴逐渐弱化至低于飓风强度标准。8月29日，系统中已没有深层对流组织迹象并退化成残留低气压。庞大的天气系统在随后几天里逐渐收缩，风速也在8月30日降至低于烈风强度。残留气旋最终失去原本层次分明的中心，于9月2日在夏威夷州东北方向约1950公里洋面消散。
飓风玛丽的中心始终远离陆地，但由于风暴规模庞大，南加州到墨西哥西南部沿海地区的海浪高度都出现上升。洛斯卡沃斯近海有3人在船只倾覆后溺亡。气旋的外围雨带给科利马州和瓦哈卡州带去暴雨，在当地引发洪灾，导致两人遇难。南下加利福尼亚州也有类似灾情。8月末，玛丽给南加州带去数十年来最大规模的海浪。沿海地区受到3至4.6米的涌浪冲击，圣卡塔利娜岛和大洛杉矶地区都有建筑物受到结构性破坏。长滩附近的一条防浪堤有部分被洪水突破，所受破坏估计价值达1000万美元。马利布附近有1人溺毙。马利布有上百人因风暴而需救援，加上其他地区，救援作业有数百起之多，风暴一共造成的损失达到2000万美元。

## 气象历史
2014年8月10日，美国国家飓风中心开始监控以西经16°为中心、离开非洲西海岸进入大西洋向西移动的一股东风波。由于对流活动杂乱无章，系统不大可能得到迅速发展。行进至非洲和佛得角中途海域后，系统已形成大规模低气压区。强度仍然微弱的系统内嵌在细长的低压槽中，其中的对流很快便已消亡。系统与季风槽发生相互影响，于8月11日重新发展出降水和雷暴活动，覆盖了佛得角群岛西南方向大范围海域，但表面的低气压这时已经消散。由于外界环境中的空气较为干燥，美国国家飓风中心预计系统此后几天里都不会出现发展。东风波继续向西穿越大西洋，于8月16日进入加勒比海。接下来系统继续与南美大陆和上层低压槽相互影响，组织结构无法得到改善。
美国国家飓风中心预计，东太平洋的特万特佩克湾以南方向洋面会在8月17日开始之后的5天内形成低气压区，并且有30%的可能发展出热带天气系统。8月18日，东风波已到达巴拿马上空，美国国家飓风中心将热带天气系统形成的可能性提升到60%。东风波伴随着对流进入东太平洋，于8月19日发展出低气压区。外界环境有利于进一步发展，8月20日，雷暴活动已有所增长，结构也得到改善。系统中心层次分明，周围的雨带和外流有所增长，美国国家飓风中心于8月22日清晨将位于墨西哥阿卡普尔科东南偏南方向约595公里的系统归类为第十三号热带低气压。美国南部上空的强烈高压脊逐渐向墨西哥北部扩张，受其影响，系统在处热带气旋阶段时总体保持向西北偏西方向移动。
| 最强烈的太平洋飓风                                  | 最强烈的太平洋飓风 | 最强烈的太平洋飓风 | 最强烈的太平洋飓风 | 最强烈的太平洋飓风 |
|                                                     | 飓风               | 年份               | 气压               | 气压               |
| 百帕                                                | 飓风               | 年份               | 英寸汞柱           |                    |
| --------------------------------------------------- | ------------------ | ------------------ | ------------------ | ------------------ |
| 1                                                   | 帕特里夏           | 2015               | 872                | 25.75              |
| 2                                                   | 琳達               | 1997               | 902                | 26.64              |
| 3                                                   | 里克               | 2009               | 906                | 26.76              |
| 4                                                   | 肯纳               | 2002               | 913                | 26.96              |
| 5                                                   | 艾娃               | 1973               | 915                | 27.02              |
| 5                                                   | 伊歐凱             | 2006               | 915                | 27.02              |
| 7                                                   | 瑪麗               | 2014               | 918                | 27.11              |
| 7                                                   | 奧迪爾             | 2014               | 918                | 27.11              |
| 9                                                   | 吉列尔莫           | 1997               | 919                | 27.14              |
| 10                                                  | 吉尔玛             | 1994               | 920                | 27.17              |
| 10                                                  | 瓦拉卡             | 2018               | 920                | 27.17              |
| 列表僅適用於在赤道以北及 國際日期變更線以東的太平洋 |                    |                    |                    |                    |

外界环境有利于低气压强化，热带气旋预测模型在系统还只是热带低气压时就预料气旋会达到萨菲尔-辛普森飓风等级下的四级飓风强度。成为热带低气压仅6小时后，美国国家飓风中心就将系统升级成热带风暴并以“玛丽”（Marie）命名，这也是2014年太平洋飓风季第13场获得命名的风暴。由于水温较高，风切变很少，气旋迅速组织，发展出由强烈对流组成的中心密集云区。8月23日，美国国家飓风中心将玛丽升级成飓风，气旋还于当晚开始形成风眼。次日风暴仍在迅速强化，其风眼变得更加清晰，周围有强烈的风眼墙围绕。玛丽在此期间转朝正西方向移动了一段时间，然后恢复到原有前进方向。8月24日下午18点，气旋达到五级飓风强度，成为继2010年的飓风西莉亚以来首场五级太平洋飓风。美国国家飓风中心热带分析和预测处，以及卫星分析处通过德沃夏克分析法对玛丽进行分析后得到的评分为7，据此估算其最大持续风速达到每小时260公里，最低气压低至918毫巴（百帕，27.11英寸汞柱），成为1949年开始有纪录以来，国际日期变更线以东太平洋形成的第7强飓风。仅仅三周后，飓风奥迪尔也达到了同样的气压低值，与玛丽并列成为有史以来的第7强太平洋飓风。达到最高强度时，玛丽的规模非常庞大，其热带风暴强度风场有925公里宽。
达到最高强度后不久，玛丽进入眼墙置换周期，有外层风眼形成，对流也相应减弱，这一减弱过程也受到逐渐降低的水温推动。到了8月26日清晨，风眼与之前相比已模糊了很多。飓风中双层风眼特征持续了一整天，但外围风眼墙因雷暴进一步减弱而出现缺口。8月27日晚上，玛丽已降至热带风暴强度，这时环流已经从对流中暴露出来。受加利福尼亚州附近逐渐增强的高压脊影响，风暴加速向西北偏西移动，进入的海域水温更低，并且空气也更干燥。由于没能产生更多对流，玛丽于8月28日晚退化成残留低气压。系统继续向西北方向前进，残余环流逐渐收紧。8月29日，系统继续产生烈风强度大风。受弱东向气流影响，玛丽的残留转向西进，之后又转向西南偏西，缓慢进入太平洋开放水域，虽然强度很弱，但覆盖范围仍然广阔。最终，系统失去了原本层次分明的中心，于9月2日在夏威夷州东北方向约1950公里洋面完全消散。

## 防灾措施和影响

### 墨西哥
飓风玛丽的核心部分一直远离海岸，但格雷罗州和瓦哈卡州还是收到了“绿色”预警信号，哈利斯科州、科利马州、米却肯州和恰帕斯州收到“蓝色”（最低）预警信号。瓦哈卡州出现暴雨，引发洪灾和山体滑坡，其中又以沿海的胡基拉区（Juquila District）和波丘特拉区（Pochutla District）所受影响最为严重。有5人被暴涨的河水卷走，之后获救时均已受伤。墨西哥200号联邦公路部分路段及一座桥梁被迫封闭。约有1万户家庭流离失所，瓦哈卡州要求宣示为灾区以获取联邦援助。科利马州有4幢建筑物被风暴潮摧毁，另有10幢受损。马拉巴斯科河（Marabasco River）与圣尼古拉斯河（San Nicolás River）沿线有两人因洪灾遇难。阿卡普尔科附近和科利马州也出现轻度洪灾，其中科利马州海岸还受到4.9米的大浪冲击。瓜达拉哈拉有许多树木倒塌，12家商店关闭。
8月25日，南下加利福尼亚州的洛斯卡沃斯近海一艘载有7人的渔船因遭遇大型卷浪而倾覆。船上4人成功游回岸边，但另外3人仍然下落不明，推定已经死亡。飓风玛丽外围边缘的强劲雨带在该州部分地区产生倾盆大雨。洛斯卡沃斯附近有多条道路因山体滑坡阻塞，阵风还刮倒了许多树木，导致多条输电线缆中断。由于情况危险，洛斯卡沃斯的所有学校都在8月25日停课。

### 美国

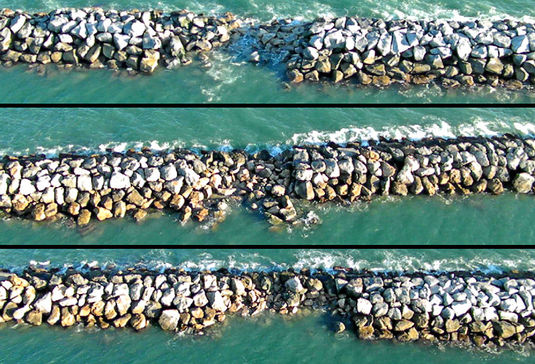
加利福尼亚州长滩的防浪堤被突破

考虑到玛丽的庞大规模，气象机构预计其北面很远地区的拍岸浪高度也会上升。加利福尼亚大洛杉矶地区收到大浪公告。美国国家气象局驻地方办事处警告洛杉矶县和文图拉县居民，他们“有可能会看到近年来飓风产生的最大海浪。”气象机构预计浪高会达到3到4.6米，还有可能出现沿海洪灾和结构性破坏。橙县和圣巴巴拉县也有收到公告。这些地区朝向南面的的海岸最终出现了高达6.1米的巨浪，但朝向西面的海岸则只有2.4米。
大浪和高涨的海潮共同影响，再加上从南到北的强烈沿岸流因洛斯维第斯半岛地形而受到阻碍，海豹滩因此遭受了严重的沿海洪灾。有4个街区的海滨财物受到影响，多幢公寓一楼的积水有好几英寸深。强烈的海滩侵蚀导致7600至15200立方米沙子流失，当地因此进入紧急状态来协助恢复工作。马利布码头附近有许多冲浪者被强烈的涌浪冲得撞在一起，其中一人撞到石头上后晕倒并淹死。马利布码头本身也受到一定程度破坏，一间建于20世纪50年代、供救生员使用的房屋被毁。马利布以北还有一幢建筑物塌入海中。洛杉矶县消防局在8月26日一共进行了超过115起海上救援。次日又进行了超过170次，其中73次是在纽波特比奇巴尔博亚半岛最东端的冲浪胜地“The Wedge”（意为“楔子”）。

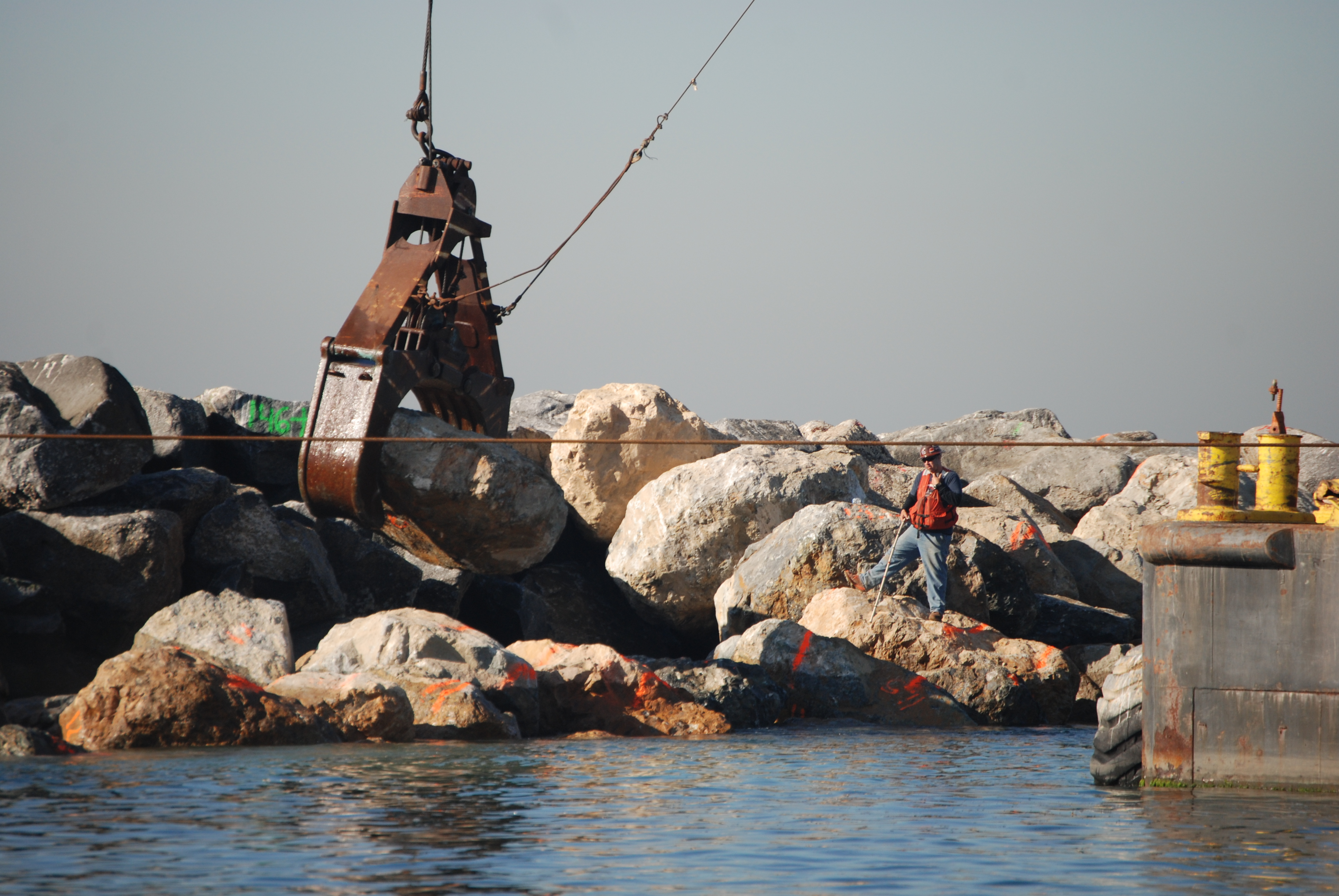
10月29日，工作人员正在修复中部防浪堤。

长滩港及周边也出现严重洪灾。美国陆军工兵队被派往当地检查中部防浪堤受到的严重破坏。共有11段防浪堤严重受损，其中3处完全被掏空。防浪堤全长5600米，其中有470米严重受损，260米基本被毁，另有526米受到中等程度破坏。估计风暴刮倒的岩石有数百吨之多。附近的圣佩德罗（San Pedro）和长滩的防浪堤也受到重创，只是程度不及中部防浪堤严重。海上发射公司装配指挥船附近的一条巷道因防浪堤破损产生的碎石而受损。附近的码头因防浪堤受损而遭受了价值约300万美元的破坏。汹涌的海浪将两艘驳船和一般游艇从系锚上扯下，只能之后再拖回岸边。有两个码头因作业环境太过危险而关闭。飓风玛丽过去不到两周后，飓风诺伯特又对这片地区构成威胁，这时防浪堤尚未修复，只能用大规模沙质护堤加固，当地居民还获得了沙袋作为防灾物资。美国陆军工兵队估计，单是修复中部防浪堤上破坏较大的部分就要花费至少2000万美元。9月18日，康诺利太平洋有限公司签订了修复防浪堤的合约，建设工作于10月8日开始。估计整个项目需要使用2至3万吨岩石。包括码头、南码头和海军摩尔路在内的海军摩尔周边地区起初获得了20万美元的维修预算，2015年1月，长滩海港专员委员会将这个数字大幅提升到400万美元。
圣卡塔利娜岛有许多重量估计达到1400公斤的巨石被海浪冲到内陆，阿瓦隆港受到重创，许多停在船坞里的船都被推翻。港口内连续数日都四处散落着各种碎屑，其中最多的是木材的碎片。怀特港的一处码头也部分被毁。海滩上一艘7.6米长的船被冲入岛上名为“卡塔利娜”（Catalina）的唯一一家洗衣店。这间店铺和附近的船厂都完全被毁。据报道称，岛上海滩所受到的破坏程度是继1997年9月的飓风琳达以来最严重的。卡塔利娜快速渡轮于8月27日因海况恶劣中止服务。估计整个圣卡塔利娜岛一共遭受了300到500万美元的损失。整个加利福尼亚州的损失数额则有近2000万美元。